# Gitanes

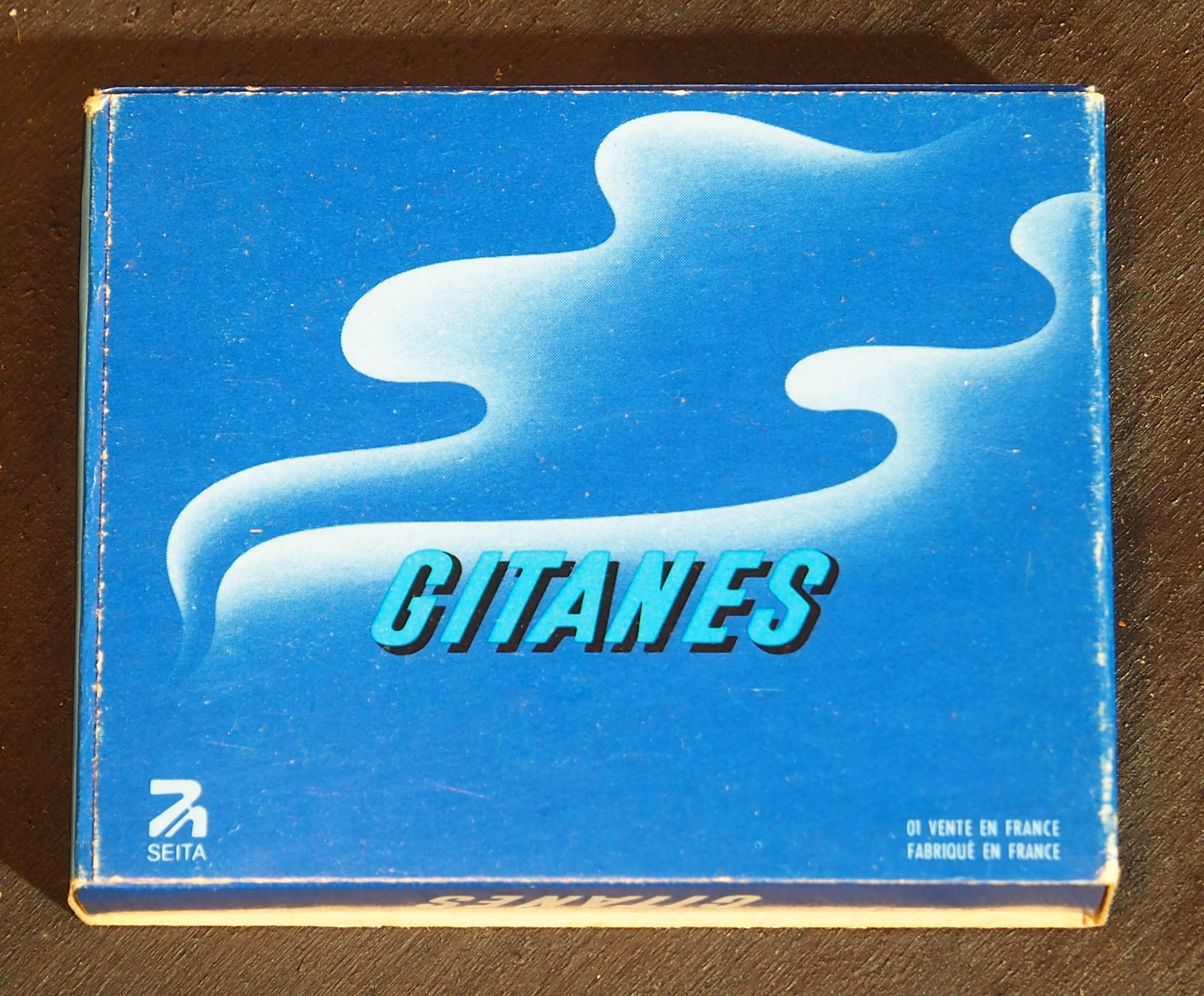
Oud pakje Gitanes

Gitanes is een Frans sigarettenmerk.
Er zijn twee varianten: de gewone Gitanes en de Gitanes Internationale. Ze verschillen weinig in smaak, maar de Internationale vindt men, zoals de naam al zegt, bijna overal ter wereld en de gewone vooral in Frankrijk en België.
Gitanes zijn zeer zware sigaretten vervaardigd van donkere tabakssoorten. Ze zijn vrij kort en voorzien van een filter. Ze staan bekend om hun dikke vloeipapier. Gitanes worden gemaakt bij het Franse Altadis, hetzelfde bedrijf dat de Gauloises produceert. Altadis is later overgenomen door en een onderdeel van Imperial Brands.